# Comté de Glatz
Le comté de Glatz (en allemand : Grafschaft Glatz ; en tchèque : Kladské hrabství ; en polonais : Hrabstwo kłodzkie) fut un fief de la couronne de Bohême. Les fils du roi Georges de Bohême régnèrent en tant que comtes résidant à Glatz (Kladsko) depuis 1459. Mis en gage par leurs descendants, Ferdinand II de Habsbourg, roi de Bohême, reprenait la propriété en 1567. Le comté fut conquis par les troupes prussiennes de Frédéric le Grand à la suite de la première guerre de Silésie en 1742.
Le territoire de l'ancien comté correspond environ à l'actuel powiat de Kłodzko appartenant à la voïvodie de Basse-Silésie dans le sud-ouest de la Pologne.

## Géographie

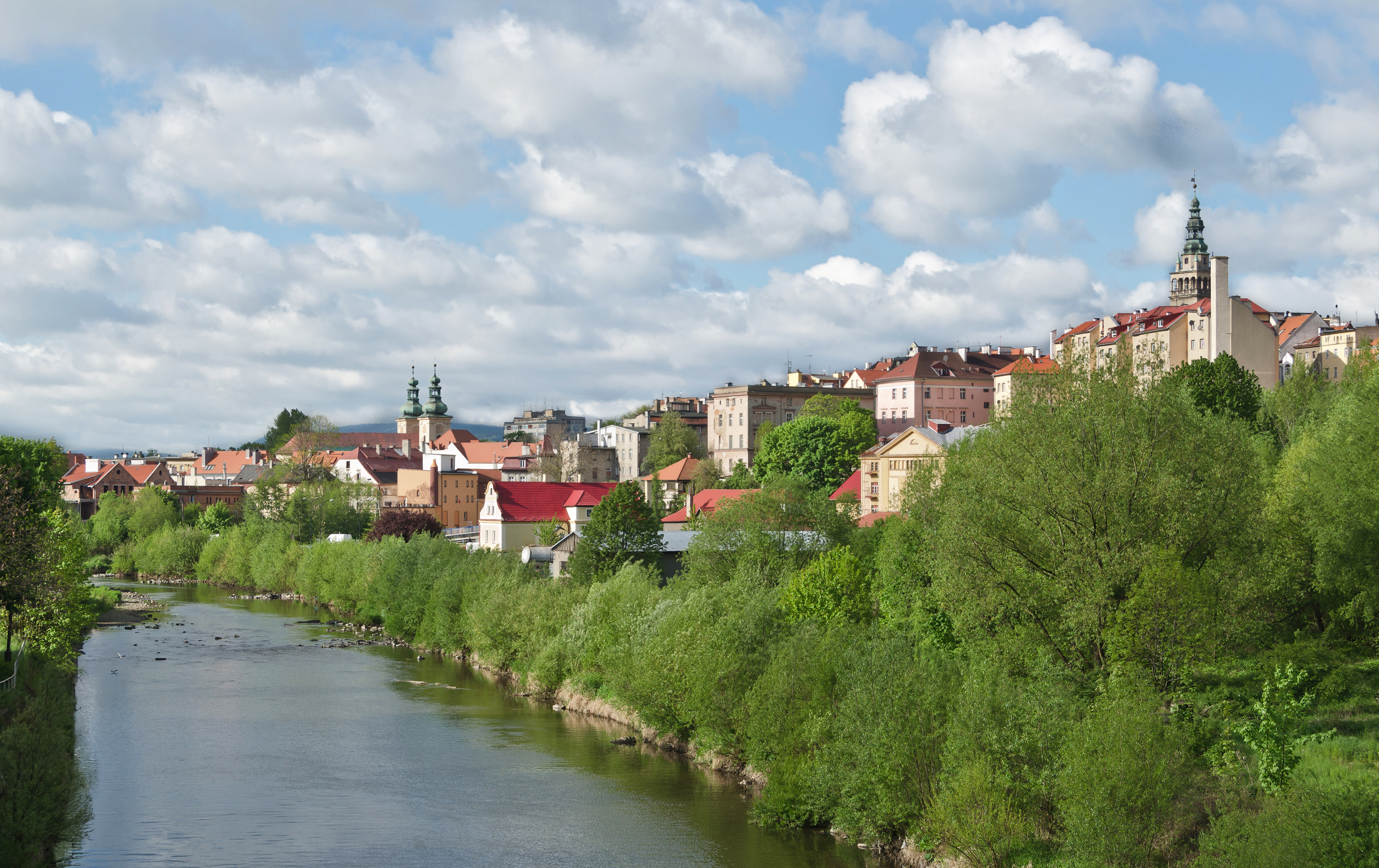
Kłodzko (Glatz) sur la Nysa.

Le comté s'étendait dans une grande vallée des Sudètes à la frontière nord du royaume de Bohême. Traversé par la Nysa Kłodzka, affluent de l'Oder, le paysage est entouré de tous les côtés par des chaînes de montagnes : au nord, les Góry Sowie (« monts des Hiboux ») le séparent de la région de Silésie ; au sud, les monts Śnieżnik et les Orlické hory (« montagnes de l'aigle ») forment une limite naturelle avec le bassin de Bohême. Tout à l'ouest, le comté comprenait également le cours supérieur de la Klikawa (Šnela) dans le bassin de l'Elbe.

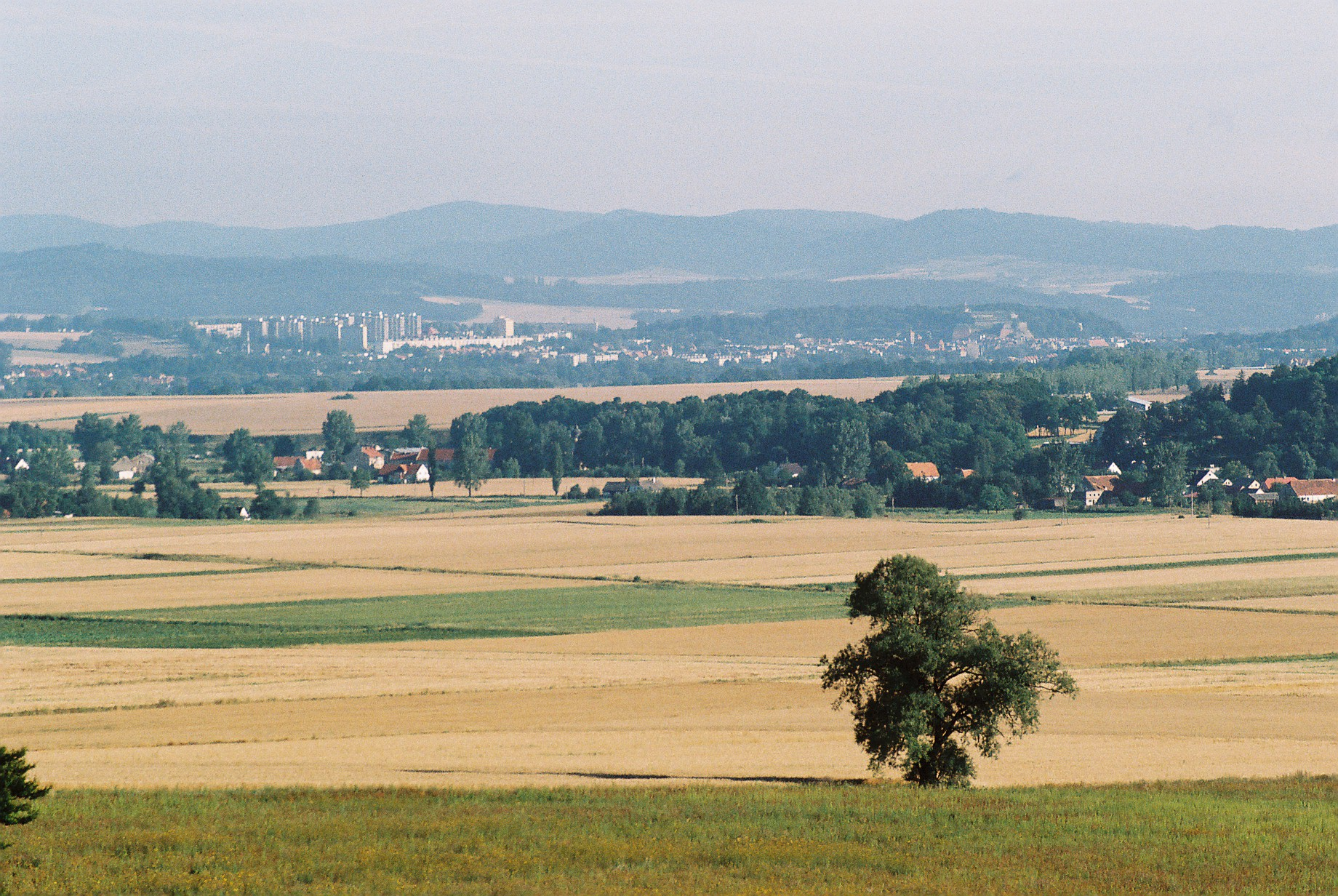
Vue sur la vallée de Glatz.

La région était un point important de rencontres des voies de commerce entre la Bohême, la Moravie et la Silésie, menant via le col de Mezilesí (Międzylesie) et le long des rives de la Nysa. Outre le chef-lieu de Kłodzko (Glatz), d'autres villes majeures sont Bystrzyca, Radków (Hrádek) et Nowa Ruda.

## Historique
1459–1742
Entités précédentes :
- Royaume de Bohême

Entités suivantes :
- Royaume de Prusse
( province de Silésie)

Au IXe siècle, la région de Glatz dans les Sudètes appartient à la principauté slave de Grande-Moravie sous le règne de Svatopluk Ier. Avec le déclin de l'empire moravien, les ducs de Bohême furent en mesure d'accroître sensiblement leur sphère d'influence. Au Xe siècle, la forteresse de Glatz, située à un point stratégique proche de la frontière avec la Pologne, faisait partie des domaines du duc Slavnik (mort en 981), le père de saint Adalbert de Prague. À partir de 995, la dynastie des Přemyslides, soutenue par les souverains du Saint-Empire, régnait sur toute la Bohême. Au XIIe siècle, le duc Sobeslav se battit avec le duc polonais Boleslas III Bouche-Torse ; finalement, une paix fut signée à Pentecôte 1137 par l'entremise de l'empereur Lothaire de Supplinbourg : à partir de là, la limite entre la Bohême et la Silésie s'étendait au nord de Glatz le long de la crête des Góry Sowie.
Sous le règne des derniers Přemyslides, tels que le roi Venceslas Ier de Bohême et son fils Ottokar II, au XIIIe siècle
, les domaines de Glatz sont plus en plus affectés par la colonisation germanique. Leurs successeurs de la maison de Luxembourg ont confié l'administraion de la région aux burgraves, dont Ernest de Hostině, le père d'Ernest de Pardubice, premier archevêque de Prague et conseiller de l'empereur Charles IV. Sous le règne de Charles IV, le fief de Glatz a été soumis à la couronne de Bohême en 1348. Sous ses successeurs, les domaines ont été déchirés par les croisades contre les hussites. En 1425, les forces hussites attaquèrent de plusieurs châteaux ; trois ans plus tard, le duc silésien Jean de Ziębice trouve la mort lors du combat d'Altwilmsdorf (Staré Jesenice) dans la vallée de Glatz, en affrontant le chef hussite Jan Kralovcade.
En 1454, les terres de Glatz ont été acquises par le régent Georges de Podiebrad, le futur roi utraquiste de Bohème. Deux ans plus tard, Georges acheta également le duché silésien de Münsterberg voisin. Afin d'assurer une seigneurie ses fils, le domaine de Glatz fut élevé au rang de comté en 1459, accepté par l'empereur Frédéric III. Le cadet Victor de Poděbrady fut le premier comte de Glatz, suivi par ses frères Henri Ier l’Aîné et Henri II en 1462.
En 1556, l'archiduc d'Autriche, Ferdinand de Habsbourg, est élu puis couronné roi de Bohème.
Cédé au royaume de Prusse en 1742, le comté de Glatz est incorporé, en 1818, à la province de Silésie. Cédé à la Pologne en 1945, son territoire correspond à l'actuel powiat de Kłodzko de la voïvodie de Basse-Silésie.

## Liste des comtes de Glatz
- 1439-1453 : Guillaume von Leuchtenberg
- 1453-1462 : Georges de Poděbrady
- 1462-1500 : Victor de Poděbrady, son fils, également duc de Münsterberg ;
  - 1462-1498 : Henri Ier l'Ainé de Poděbrady, son frère duc de Münsterberg;
  - 1462-1492 : Hinko/Henri II le Jeune de Poděbrady son frère duc de Münsterberg ;
- 1498-1501 : Albert Ier de Poděbrady (mort en 1511) fils de Henri l'Ainé duc de Münsterberg ;
- 1501-1522 : Ulrich von Hardegg, son futur beau-frère, époux de Zdena de Poděbrady ;
- 1522-1533 : Johann von Hardegg
- 1533-1537 : Christophe von Hardegg
- 1537-1540 : Johann von Pernstein  (en tchèque: Jan z Pernštejn)
- 1540-1554 : Ernest de Bavière
- 1554-1559 : Georges Seidlitz von Schönfeld
- 1559-1561 : Eustache von  Landfried
- 1561-1567 : Albert V de Bavière
- 1567-1623 : Pays de la Couronne de Bohême
- 1623-1628 : Charles archiduc d'Autriche
- 1628-1740 : Pays de la Couronne de Bohême.